# Do the Strand
«Do the Strand» es una canción interpretada por la banda británica de rock Roxy Music. Fue publicada originalmente como la canción de apertura del segundo álbum de la banda For Your Pleasure (1973). Más tarde, «Do the Strand» fue publicada como sencillo en junio de 1973.

## Escritura y letra
«Do the Strand» fue escrito por el líder de Roxy Music, Bryan Ferry. Ferry dijo sobre los orígenes de la canción: “Durante mucho tiempo había sido fanático de Cole Porter y otros compositores de su época. «Do the Strand» fue un intento de emular ese estilo de escritura, con muchas referencias culturales que encontré interesantes”.
Al estilo de las canciones de “locura del baile” de principios de la década de 1960 como «The Twist», la canción intenta convencer al oyente de que baile el Strand, que toma su nombre de un anuncio de cine negro de cigarrillos Strand. La letra incluye, como es típico de Roxy Music, referencias a obras de arte notables, como la Esfinge, la Gioconda, Lolita y el Guernica de Pablo Picasso. Bryan Ferry describió su idea para el Strand como “la ‘danza de la vida’ – recordando así fenómenos de danza anteriores, como la pasión vanguardista y la exuberancia de Ballets Rusos y el controvertido baile de moda de la era del jazz el Charlestón”.
La canción no da instrucciones sobre cómo se debe bailar el Strand. Simon Puxley, escribiendo en 1973, sugirió que el baile era “indefinible” y mejor pensado como “dónde está, lo que sea que te excite. El zumbido, la acción, el centro, la quintaesencia, la energía”.

## Créditos y personal
Créditos adaptados desde las notas de álbum.
Roxy Music
- Andy Mackay – oboe, saxofón
- Bryan Ferry – voz principal, teclado
- Brian Eno – sintetizador
- Paul Thompson – batería
- Phil Manzanera – guitarra
- John Porter – bajo eléctrico

Personal técnico
- Roxy Music – producción, arreglos
- John Anthony – producción
- Chris Thomas – producción
- John Middleton – ingeniero de audio
- John Punter – ingeniero de audio

## Posicionamiento
| Gráfica (1973)                | Pico de posición |
| ----------------------------- | ---------------- |
| Alemania (Offizielle Top 100) | 41               |
| Países Bajos (Single Top 100) | 23               |